# Собуза II
Собуза II (также известен под именем Нкхотфотджени, свати Nkhotfotjeni, Мона; 22 июля 1899 — 21 августа 1982) — верховный вождь, а позже — король Свазиленда (в 1921—1982).
Собуза II правил 82 года — это самый долгий достоверно известный срок правления в истории человечества (94-летнее правление фараона Пиопи II ставится под сомнение).
Когда в декабре 1899 года Нгване V скончался на церемонии инквала, Собузе было всего 4 месяца, он был провозглашён новым верховным вождём, а регентами при нём до 1921 года были его бабушка Лаботсибени Мдлули и дядя Малунге. По словам британского постоянного комиссара, Лаботсибени Мдлули была женщиной с «властным характером» и «необычайными дипломатическими способностями». Собуза II вёл довольно скромный образ жизни, отказавшись от королевской роскоши. Он проживал в королевском особняке в Лобамбе, мало ездил заграницу, избегал новшеств современного городского образа жизни в Мбабане и вел традиционный образ жизни в Лобамбе. Собуза предпочтение отдавал традиционной одежде и ходьбе босиком. Носил эмахию (традиционную одежду, которую носили на пояснице), выбирая западную одежду в особых случаях, таких как ежегодная вечеринка в саду, проводимая в честь его дня рождения. Собуза любил и уважал свой народ и считался честным, заслуживающим доверия законным лидером страны, который хотел улучшить уровень жизни своих подданных. Прежде чем принимать решения, Собуза консультировался с советниками и отдельными лицами из Люкико (Королевский Совет).
При Собузе II Свазиленд получил независимость, в результате чего он сменил титул Верховного вождя на короля страны. Это было величайшим триумфом его правления. После того, как Собуза II утвердил свой статус короля, его режим принял антиколониальный подтекст. Он также инициировав кампанию по выкупу у белых поселенцев земель свази. Его наследником стал сын от Нтфомби Тфвалы по имени Мсвати III, коронованный в 1986 году.
Как первый король Свазиленда, получивший формальное среднее образование на Западе, Собуза II столкнулся с экспансионистскими устремлениями Южной Африки и Соединённого Королевства, а также с проблемами адаптации монархии к постоянно усиливающейся тенденции отхода от традиционного стиля управления. Он создал уникальное королевство, которое стремилось объединить лучшее из западной культуры и традиций свази, полагая, что обе стороны могут учиться друг у друга. Более того, в своих публичных выступлениях он неоднократно подчеркивал необходимость объединить лучшее из культуры свази и культур других наций. Режим Собузы II не имел расовой сегрегации, в то время, когда Южная Африка находилась под властью режима апартеида.
Страна, не имеющая выхода к морю, при Собузе II оставалась оазисом спокойствия и гармонии, даже несмотря на то, что с трех сторон она граничила с охваченной конфликтами Южной Африкой, а с четвёртой — с революционным Мозамбиком.

## Детство
Король (нгвеньяма) Собуза родился 22 июля 1899 года в семье короля Нгаване V и его супруги (инкхосикати) Ломавы Ндвандве в королевской резиденции Зомбодзе и стал верховным вождём в возрасте четырёх месяцев. Перед коронацией в 22 года Собуза получил образование в Национальной школе свази и Лавдейлском институте в Восточно-Капской провинции ЮАР.
Королеве-матери Лаботсибени Мдлули (также известной как Гвамиле) было поручено подготовить своего внука к правлению. Она утверждала, что отец Собузы II, король Нгаване V не был подготовлен к управлению государством из-за недостаточного уровня западного образования. Время, проведенное Собузой в Лавдейле, также позволило ему установить связи с образованным прогрессивным чернокожим политическим руководством Южной Африки того времени.
Лаботсибени Мдлули добилась того, чтобы Собуза получил традиционное образование, благодаря чему он оставался твердым сторонником традиции свази на протяжении всей своей жизни и долгого правления. Обладая преимуществами западного образования и традиционного воспитания, Собуза II признал, что «истинное образование – это больше, чем книжное обучение, мудрость больше, чем знание». Собуза утверждал, что каждый, кто проявляет верность королю, является его человеком независимо от цвета кожи, расы или вероисповедания.

## Правление
Самостоятельное правление Собузы продолжалось более 60 лет и включало признание независимости Свазиленда Великобританией в 1968 году в форме конституционной монархии, после чего Собуза стал королём страны. В начале правления Собуза занимался проблемами межевания земли, вызванными британскими законами 1907 года: он возглавил делегацию к королю Георгу V в Лондон и передал ему петицию о возвращении земель народу свази. В 1929 году он подал прошение о пересмотре межевания в Судебный комитет Тайного совета, однако ему было отказано, ввиду того, что Закон об иностранной юрисдикции выводил действия администрации протектората из-под британской судебной власти.
Роль Собузы II в управлении в колониальный период была церемониальной, однако он был влиятельным человеком и рассматривался как глава своего народа. Собуза II всегда сопротивлялся навязыванию косвенного правления. В 1953 году он посетил коронацию Елизаветы II.
В созданном на основе конституции 1964 года «законодательном совете» все места принадлежали монархической партии «Национальное движение Имбокодво», объединяющей вождей племен во главе с Собузой II, и «Объединённой ассоциации Свазиленда», которая являлась политической организацией европейских поселенцев. Собузе II удалось добиться благосклонности примерно 15 тысяч белых фермеров и заручиться их поддержкой на выборах.

### Земельный вопрос
В 1940 году британское правительство с опозданием признало проблему нехватки земли у коренных народов и по просьбе Собузы II предоставило народу свази 190 000 фунтов стерлингов для покупки земли. Дальнейшие схемы покупки земли при поддержке государства были реализованы в 1940-х годах  . Собуза, с целью защиты интересов народа свази, всегда стремился поднять земельный вопрос. Ещё в 1922 году в Лондон приехала делегация свази для обсуждения земельного вопроса. Тема нехватки земля также была основным компонентом петиции Собузы 1941 года.
В то же время Нгвеньяма учредил фонд жизни или наследия, аналогичный земельному фонду, основанному в 1913 году Лаботсибени Мдлули.
Пожертвования населения в сочетании с растущей либерализацией британской земельной политики привели к тому, что к 1948 году площадь земель, принадлежащих свази, более или менее сравнялась с землями, принадлежащими европейцам. Так, 3201 европейцу принадлежало 2'098'000 акров (49% земли), 181'269 африканцам принадлежало 2'066'000 акров (48,3%), а 115'000 акров (2,7%) были признаны землёй короны.
После обретения Свазилендом независимости в 1968 году, свази владели большей частью земли, хотя даже в 1970-е года доля европейских фермеров и иностранных горнодобывающих компаний составляла лишь немногим менее 50 процентов.

### Обретение независимости
В начале 1960-х годов Собуза II сыграл важную роль в событиях, приведших к провозглашению независимости страны в 1968 году. Он выразил протест против постколониальной конституции вестминстерской системы, предложенной британским правительством, по которой он бы стал конституционным монархом. После этого он создал партию «Национальное движение Имбокодво», получившую все кресла в парламенте страны на выборах 1967 года. Великобритания признала его королём в 1967 году, когда Свазиленду было представлено самоуправление. После провозглашения независимости 6 сентября 1968 года Собуза II, апеллируя к традиции прямого управления экономикой и обществом, изменил конституцию, распустил парламент и стал абсолютным монархом 12 апреля 1973 года. В первые годы после обретения независимости, власть Собузы II над вождями Свазиленда вряд ли была единообразной и далёкой от абсолютной, особенно на юге страны.
В 1978 году появилась новая конституция, предписывавшая возврат к племенным традициям и включавшая в себя формирование коллегии выборщиков из 80 человек, которых избирают члены 40 местных районов. В правление Собузы II экономика Свазиленда процветала ввиду богатства страны ресурсами.

### Внешняя политика
Политика Мбабане в области регионального экономического сотрудничества проявлялась в членстве Свазиленда в Южноафриканской региональной комиссии по сохранению и использованию почв (SARCCUS), которая с момента своего создания в 1950 году занималась продвижением «более тесного технического сотрудничества между территориями, составляющими южноафриканский регион, по всем вопросам, связанным с контролем и предотвращением эрозии почвы, сохранением, защитой и улучшением, а также рациональным использованием почвы, растительности, источников и ресурсов водоснабжения в соответствующих странах».
Помимо SARCCUS, Свазиленд являлся членом Южноафриканского регионального совета по туризму (SARTOC), созданного в 1971 году для координации продвижения туризма в южной части Африки, а также Консультативного комитета, который во взаимодействии с SARCCUS, в прошлом неоднократно принимал своевременные меры по борьбе с заболеваниями поголовья на субконтиненте. Касательного возможного будущего институционализированного регионального экономического сотрудничества, объявление в марте 1972 года о возможном соглашении о международных автомобильных перевозках между Свазилендом и бывшими территориями Верховного комиссара и начало переговоров 1970 года об установлении принципов, регулирующих использование общих водных ресурсов Свазиленда, Южной Африки и Мозамбика, являлись важными индикаторами направлений, по которым предполагалось взаимодействие.
В период восстания чернокожих против режима апартеида Южной Африки, официальная политика Собузы II по отношению к партизанскому движению чёрных южноафриканцев заключалась в том, чтобы предоставить убежище настоящим политическим беженцам, но не допускать присутствия вооружённых людей. Но стратегическое положение страны неизбежно делало её каналом для проникновения партизан из Мозамбика в Южную Африку.
В 1978 году по приказу короля из страны были изгнаны члены одного из движений после того, как они попытались создать в Свазиленде военные базы.

### Внутренняя политика
Во время правления Собузы II традиционализм или культурный национализм начали проявляться как государственная идеология монархии. Хотя традиция, по сути, постоянно развивалась и менялась, монархия делала упор на сопротивление радикальным изменениям, сохранение традиций и обычаев свази.
При Собузе многие свази жили в традиционных хижинах, одевались в традиционные одежды и принимали участие в традиционных церемониях, хотя исследователи Питер Форстер и Бонгани Нсибанде в своих публикациях пишут, что с начала XX века в традиционной культуре свази наблюдается упадок. Это могло быть связано с тем, что такие церемонии, как Умхланга (Танец тростника) и Инквала (Фестиваль первых плодов) не могли проводиться в отсутствие короля. Свазиленд не имел короля после смерти короля Нгаване V в 1899 году до коронации короля Собузы II в 1921 году.
Одна из самых сильных сторон Собузы II заключалась в его способности общаться со своими подданными. История и традиции свази устно передаются от одного поколения к другому через фольклор и рассказы. Старейшины всегда пользовались особым признанием и статусом на том основании, что они являются хранилищами знаний о прошлом. Собуза II был широко известен как искусный оратор, который широко использовал аналогии и истории, чтобы подкрепить своё послание. В 1976 году он сравнил свое положение с положением человека, несущего глиняный горшок, который был настолько ценным, что его самого пришлось нести на случай, если он упадёт и разобьёт сокровище.
Стиль публичных выступлений Собузы не только отражал традиционные знания, но также привлекал слушателей, рассказывая о политических концепциях повседневной жизни в Свазиленде. Многие свази считали его источником мудрости и смирения.
Собуза II считался «иконой» среди свази, считавших, что король был «всеобщей фигурой, на плечах которой должна быть возложена вся политическая власть».

#### Amnesty International
В 1977—1978 годах «Amnesty International» была обеспокоена положением нескольких граждан Свазиленда, задержанных по политическим причинам, а также положением примерно 20 членов «Панафриканского конгресса Азании» (PAC), южноафриканского освободительного движения, которые были задержаны в апреле 1978 года. Все граждане Свази содержались под стражей в соответствии с положениями Королевского приказа от апреля 1973 года, который предусматривает содержание под стражей без суда и следствия на срок не более 60 дней. Однако почти во всех случаях задержанные содержались под стражей более 60 дней, поскольку по истечении срока их первого постановления о задержании они были немедленно повторно задержаны по новому распоряжению. То же самое произошло и с самым известным политическим заключённым, доктором Амброузом Зване, который был впервые задержан в феврале 1978 года. Он был бывшим лидером главной оппозиционной партии – «Конгресса национального освобождения Нгване» (NNLC), деятельность которой была запрещена в апреле 1973 года, когда король Собуза II приостановил действие Конституции и распустил парламент. В апреле 1978 года ему был вынесен новый приговор и применено очередное заключение под стражу, поскольку он уже провел в тюрьме 60 дней. В знак протеста против такого обращения он объявил голодовку, и в конце апреля его перевели из центральной тюрьмы Матсапы в больницу в Манзини. Правительство Свазиленда не указало причин его задержания, хотя сначала ему было предъявлено обвинение в использовании поддельного проездного документа для поездки в Мозамбик в январе 1978 года. Однако это обвинение было снято до того, как дело было передано в суд, и вместо этого ему был выдан ордер на задержание. Третий подряд ордер на заключение под стражу на 60 суток был выдан в июне 1977 года, когда Зване прекратил голодовку. Доктор Зване не был единственным лидером NNLC, задержанным в 1978 году. В середине 1977 года под стражу на 60 дней также был заключён бывший генеральный секретарь партии Клеменс Думсия Дламини, который непрерывно содержался под стражей в соответствии с очередными постановлениями о задержании более девяти месяцев.

### Последние годы

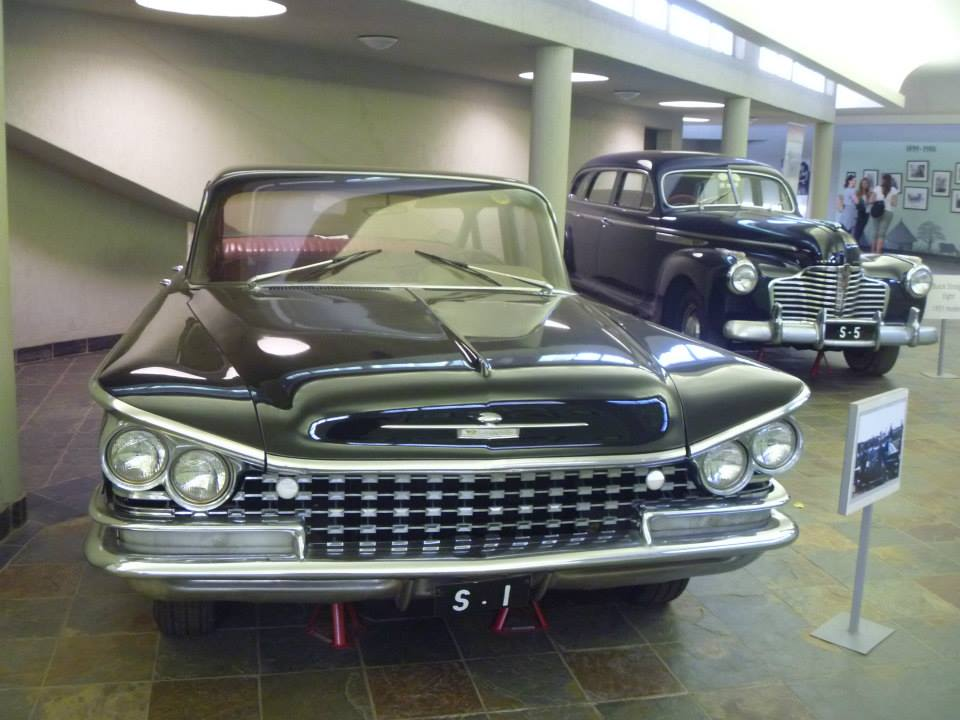
Buick LeSabre 1959 года, собственность Собузы

Собуза II отпраздновал бриллиантовый юбилей в 1981 году, к этому моменту он успешно восстановил роль монарха как главного держателя власти, принимающего все решения. В начале 1980-х годов Собуза попытался установить контроль над бантустаном Кангване в попытке объединить всех свази, разделённых границами, однако ему это не удалось. Собуза II умер 21 августа 1982 года во дворце в Лобамбе, ему было 83 года.
После его смерти Мангосуту «Гача» Бутелези (лидер южноафриканской «Партии свободы Инката») заявил: «Мы потеряли мудрого пожилого государственного деятеля в Южной Африке».
Правление Собузы II продолжалось 82 года и 254 дня, что делает его наиболее долгим в истории. Единственные два монарха, чьё правление могло продолжаться дольше — древнеегипетский Пиопи II и когурёский Тхэджохо, однако достоверных данных о продолжительности их пребывания на троне нет.
Собуза II проводил взвешенную и осторожную политику добрососедства с Южной Африкой, которая контролировала 60 % ее внешних поступлений. После смерти короля Собузы II новая администрация Свазиленда в соответствии с условиями «договора о безопасности» с ЮАР обрушила репрессии на проживавших в стране членов АНК и их сторонников.

## Семья
Собуза II продолжил обычай жениться на нескольких женщинах, у него было 70 жён, родивших ему 210 детей в период с 1920 по 1970 год. По состоянию на 2000 год из них выжило 97. На момент смерти у Собузы II было более тысячи внуков. Из-за многочисленных жён и потомства он получил прозвище «Бык Свази».
30 августа 1980 года, по сообщению Ассоциации южноафриканской прессы, автомобиль с четырьмя членами королевской семьи Свазиленда разбился возле южноафриканского города Витбанк. Погиб принц Джон Дламини, брат короля Собузы II. В сообщении было заявлено, что трое других человек получили ранения.
После смерти Собузы II регентами стали назначенный им Принц Созиса Дламини и королева Дзеливе, однако в результате борьбы за власть Созиса заменил её на королеву Нтфомби. Нтфомби правила при собственном сыне принце Макхосетиве Дламини, коронованном в 1986 году.

## Награды
- Гранд-мастер Королевского ордена Короля Собузы II, 1975.
- Рыцарь Ордена Британской империи, 1966[71][72][73].
- Кавалер Ордена компаньонов Оливера Тамбо (посмертно, 2006)[74].